# Independence of the Seas
Independence of the Seas (укр. Незалежність морів) — круїзне судно класу Freedom, що перебуває у власності компанії «Royal Caribbean Cruises Ltd.» та експлуатується оператором «Royal Caribbean International». Ходить під прапором Багамських островів із портом приписки в Нассау.

## Історія судна
Судно було закладене 23 березня 2006 року на верфі «STX Finland» в Турку, Фінляндія. Спуск на воду відбувся 14 вересня 2007 року. 17 квітня 2008 року судно здано в експлуатацію, а  у травні того ж року передано на службу флоту компанії-замовника. Перший рейс здійснило у травні 2008 року.
На церемонії хрещення, що відбулася 30 квітня 2008 року у Саутгемптоні, хрещеною мамою судна стала відома благодійниця Елізабет Хілл. Перший рейс відбувся у травні 2008 року. З часу введення в експлуатацію лайнер згідно сезону здійснює круїзи у Карибському басейні та навколо узбережжя Великої Британії.